# Viktor Horváth
Viktor Horváth (ur. 26 lutego 1978 w Székesfehérvárze) – węgierski pięcioboista, ośmiokrotny mistrz świata, sześciokrotny mistrz Europy.
Startował w igrzyskach olimpijskich w Pekinie, zajmując 19. miejsce.